# Psalmopoeus plantaris
Psalmopoeus plantaris é uma espécie de aranha pertencente à família Theraphosidae (tarântulas).